# موريس دي روهان
موريس دي روهان (بالإنجليزية: Maurice John de Rohan)‏ هو شخصية أعمال ومهندس ودبلوماسي أسترالي، ولد في 13 مايو 1936 في أديلايد في أستراليا، وتوفي في 5 أكتوبر 2006 في لندن في المملكة المتحدة.